# 오일러의 오각수 정리
오일러의 오각수 정리는 오일러 함수의 무한곱표현과 무한합표현에 대한 항등식이다. 
{\displaystyle \prod _{n=1}^{\infty }(1-q^{n})=\sum _{n=-\infty }^{\infty }(-1)^{n}q^{n(3n-1)/2}}
다시 쓰자면, 
{\displaystyle (1-x)(1-x^{2})(1-x^{3})\cdots =1-x-x^{2}+x^{5}+x^{7}-x^{12}-x^{15}+x^{22}+x^{26}+\cdots }
오각수의 수열은 1, 5, 12, 22, 35, 51, 70, 92, 117, 145, 176로 주어지고, n 번째의 오각수는 {\displaystyle {\frac {n(3n-1)}{2}}}로 주어지는데, 이 때문에 오각수 정리라 불린다.